# 張舒雅
張舒雅（英語：Edelweiss Cheung；1985年10月27日—），香港女模特兒，2008年度香港小姐競選冠軍。與無綫電視之合約結束後，曾轉向模特兒界發展。
張舒雅雖為香港小姐競選冠軍，卻也是香港小姐競選史上身高最高以及第一位未有為新任香港小姐加冕的香港小姐冠軍，身高5英尺11英寸（180）。由於在當選期間的工作態度消極而引來無綫電視的不滿，也曾被觀眾和網民譏諷是歷年來最沒責任心的香港小姐冠軍，「最hea（態度不認真）港姐」這個稱呼便是諷刺其工作態度馬虎和懶散。

## 生平
張舒雅是華裔美國人，於香港長大，中學就讀於旅港開平商會中學及美國國際學校，其後輾轉到美國修讀時裝設計課程。
張舒雅參選2008年度香港小姐時已經被各傳媒看好，結果順利進入決賽。但是其後被傳出說謊的負面新聞，被揭是Jam Cast之旗下模特兒。
張舒雅當選香港小姐冠軍一個月後便向無綫電視請病假並呈交家庭醫生證明，但同時被傳媒揭發她在請病假期間經常出入娛樂場所及對傳媒聲稱自己沒有生病，不用看醫生，只是疲勞過度。雖然在2008年12月前，張舒雅亦會偶爾履行香港小姐的職責，出席活動及節目，但整體而言，她在履行香港小姐的職責上態度顯得非常消極，當中包括退選世界小姐競選和國際中華小姐競選。結果2009年度國際中華小姐競選改由當屆亞軍陳倩揚參加，是首個沒有參選國際中華小姐的香港小姐冠軍。
自她退選2009國際中華小姐競選後，張舒雅的行為及工作態度亦令無綫電視震怒，決定從2009年2月開始罷免她所有工作及把她雪藏，以及禁止她為新任香港小姐冠軍主持加冕儀式及出席香港小姐競選決賽。由於歷屆香港小姐競選的三甲都會為下一屆賽事的三甲加冕，因此2009年度香港小姐競選的冠軍加冕者是何方神聖也曾一度引來猜測。
最終，無綫電視於2009年度香港小姐競選決賽舉行前夕公布，該屆冠軍的加冕者將由1977年度香港小姐冠軍暨慧妍雅集永遠名譽會長朱玲玲擔任。張舒雅也史無前例成為香港小姐競選（第一屆除外）史上第一位沒有為新任香港小姐冠軍主持加冕儀式及不獲邀請出席香港小姐競選決賽的香港小姐冠軍，令2009年度香港小姐競選也變成第一個沒有上屆冠軍加冕的選美。決賽進行期間，因有大批記者包圍其寓所，更一度需要報警求助驅趕記者。
基於張舒雅上述的經歷，導致無線電視至今依然儘量避免提及張舒雅的往事。一個明顯的例子是2021年播出的《開心大綜藝》當中，第7集邀請歷屆香港小姐競選冠軍(宣傳參選港姐)，在播放歷屆冠軍被戴上后冠的資料影片時，除了1981年因為年齡造假問題被剝奪冠軍資格的羅佩芝外，只有她的資料影片沒有播放。唯2022年香港小姐50週年特備節目中她的資料影片卻被播放，合共超過5秒。
張舒雅一直未有履行香港小姐應盡的責任，其後也沒有和無綫電視有任何合作，後來曾一度復出並向模特兒界發展，唯近年已淡出娛樂圈。

## 曾參與電視節目

### 2008年
- 香港小姐面試實錄
- 香港小姐美麗印記
- 香港小姐加勒比海熱力派對（6月26日、7月3日）
- 旅遊大使純美檔案（7月10日）
- 亮相（7月12日）
- 香港小姐純美蛻變（7月17日）
- 2008年度香港小姐競選決賽（7月19日）
- 2008TVB最受歡迎廣告頒獎禮（7月26日）
- 2008香港先生選舉（8月2日）
- 08港姐領獎全接觸廣告雜誌（8月3日）

## 曾獲獎項
- 2008年度香港小姐競選：最佳海盜服飾演繹獎[8]
- 2008年度香港小姐競選：冠軍

## 外部連結
- 張舒雅的Instagram帳戶
- 2008年度香港小姐競選：張舒雅的個人檔案
- 姚予晴率師妹放風箏兔年起飛 太陽報 （页面存档备份，存于）

| 前任： 張嘉兒 | 香港小姐競選冠軍 2008年 | 繼任： 劉倩婷 |